# Fortran
Fortran (ili FORTRAN) ime je za proceduralni, imperativni programski jezik koji je bio razvijen tijekom 50-ih godina dvadesetog stoljeća, i koristi se većinom u znanstvene svrhe. Ime FORTRAN dobiveno je od skraćivanjem engleske složenice Formula Translation.

## Povijest razvoja i inačice

### Povijest razvoja
Prvi FORTRAN jezični prevoditelj (ili kompilator) razvila je tvrtka IBM za računalo IBM 704 između 1954. i 1957. godine. Razvojnu grupu predvodio je John W. Backus. Kao jezični prevoditelj FORTRAN je nastao u povojima računarstva tj. kada su osnovna svojstva računala bile veoma skromne (mala glavna memorija, spora centralna jedinica) tako da je razvojni tim imao skučeni prostor za razvoj i implementaciju.
Predvoditelj razvojne grupe John W. Backus je također bio i jedan od glavnih inženjera i dizajnera računala IBM 704, računala na kojem je razvijena prva inačica FORTRANA. Uz Backusa u razvojnoj grupi su sudjelovali su sljedeći programeri :

- Sheldon F. Best
- Harlan Herrick
- Peter Sheridan
- Roy Nutt
- Robert Nelson
- Irving Ziller
- Richard Goldberg
- Lois Haibt
- David Sayre

Razvojni tim FORTRANA nije razvio princip programa-prevoditelja te prevođenje složenog programskog jezika u objektni kod, ali oni su prva grupa koja je razvila uspješan složeni programski jezik.

### Inačice
- FORTRAN I   (1954. – 1957.)
- FORTRAN II  (1958.)
- FORTRAN III (1958.)
- FORTRAN IV  (1961.)
- FORTRAN 66  (1966.)
- FORTRAN 77  (1977.) (ANSI standard)
- FORTRAN 90  (1990.) (ANSI standard)
- FORTRAN 95  (1995.) (ANSI standard)
- FORTRAN 2000 (2000.)
- FORTRAN 2003 (2003.)
- FORTRAN 2008 (2008.)

## Programski primjer
```
!      This program calculates the area of a tank,                      

!      excluding the bottom.                                            

!      The variables are assigned as follows:                           

!                                                                       

!          R  =  RADIUS                                                 

!          H  =  HEIGHT                                                 

!          PI =  3.14159                                                

!          A  =  AREA                                                   

!                                                                       

!      They are declared with the REAL statement below.                 

                                                                        

      
REAL 
R
,
 
H
,
 
PI
,
 
A
 

                                                                        

                                                                        

!      The OPEN command associates the data file, "PANDAT.DAT",         

!      in folder "DATA" with logical device 5.  If there is an          

!      error, statement 900 is executed.                                

                                                                        

      
OPEN
 
(
5
,
 
FILE
 
=
 
'C:\DATA\PANDAT.DAT'
,
 
ACCESS
 
=
 
'SEQUENTIAL'
,
      
&

      
STATUS
 
=
 
'OLD'
,
 
ERR
 
=
 
900
)
                                        

                                                                        

                                                                        

!      This following section accumulates the sum of                    

!      the input variables.                                             

!      The first command reads the data record and                      

!      stores it in memory.                                             

           

      
DO	                                                                

         READ
 
(
5
,
 
FMT
 
=
 
1
,
 
END
 
=
 
99
)
 
R
,
 
H
 

                                                                        

!      The next command describes the form and location                 

!      of the data to be read.                                          

                                                                        

    
1
 
FORMAT
    
(
F4
.
2
,
F4
.
2
)
 

                                                                        

!      The next statements assign values to the variables.              

                                                                        

         
PI
 
=
 
3.14159
 

         
A
 
=
 
PI
 
*
 
R
**
2
 
+
 
2
 
*
 
PI
 
*
 
R
 
*
 
H
 

                                                                        

!      The next section writes the sums to the screen.                  

!      The first command, PRINT, denotes which FORMAT                   

!      statement is to be used, and the variables to be printed.        

                                                                        

         
PRINT 
11
,
 
H
,
 
R
,
 
A
 

                                                                        

!      The following FORMAT statement describes how the                 

!      data field is to be written. Notice the semicolon in column 6    

!      which is used to denote continuation of the previous line.       

                                                                        

   
11
 
FORMAT
    
(
1
X
,
'RADIUS= '
,
F6
.
2
,
10
X
,
'HEIGHT= '
,
F6
.
1
,
10
X
,
'AREA= '
,
   
&

     
&
           
F8
.
1
)
                                                  

                                                                        

                                                                        

!      The following statement completes the loop.                      

                                                                        

      
END DO
 

                                                                        

!      The next section prints if the input data is invalid.            

                                                                        

  
900
 
PRINT 
21
 

   
21
 
FORMAT
    
(
1
X
,
'INVALID DATA'
)
 

                                                                        

                                                                        

!      Now we close the file and end program execution.                 

                                                                        

   
99
 
CLOSE
 
(
5
)
 

      
STOP 

      END

```

## Vanjske poveznice
Povijest FORTRAN-a